# Fatiga de combate

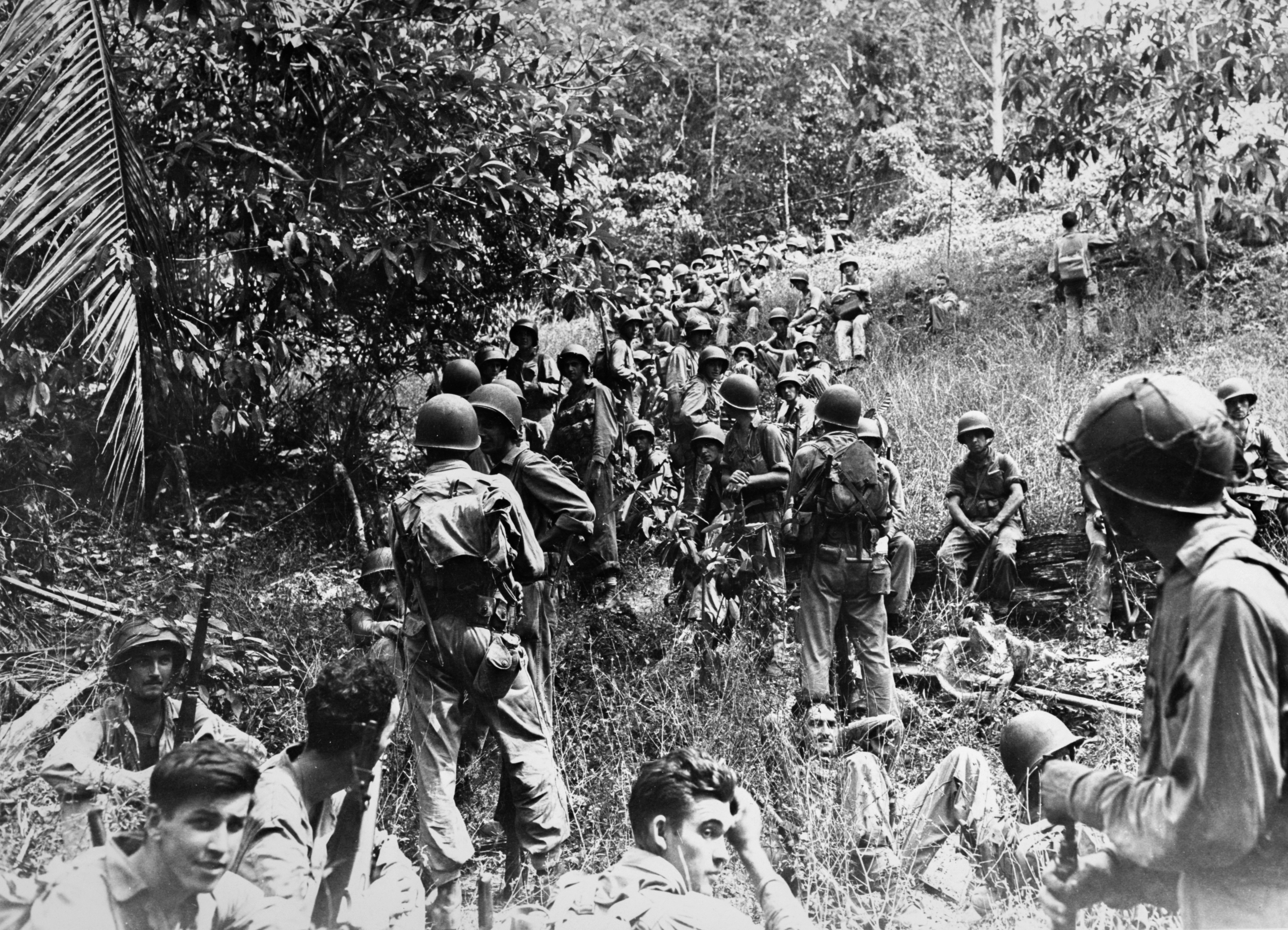
Los marines de Guadalcanal padecieron de fatiga de combate durante la prolongada campaña entre 1942 y 1943 por la posesión de la isla.

La fatiga de combate, también llamada neurosis de guerra, es una reacción psicológica aguda que puede sufrir el soldado cuando se ve sometido al combate directo contra fuerzas del ejército rival. 
Como consecuencia de dicha alteración psicológica, el soldado manifiesta una serie de síntomas como fatiga, tiempos de reacción más lentos, indecisión, desconexión del entorno e incapacidad para establecer prioridades. Los episodios suelen ser de corta duración y no deben confundirse con los del trastorno de ansiedad, el trastorno por estrés postraumático u otros cuadros de larga duración también asociados a situaciones extremas de lucha. 
Aunque pueden asociarse a algún tipo de enfermedad mental (pánico, ansiedad extrema, depresión o alucinaciones), las reacciones del soldado afectado son transitorias, vinculadas estrechamente al estrés traumático por el enfrentamiento y al desgaste acumulado de operaciones militares sucesivas.

## Historia
En la Primera Guerra Mundial, se solía confundir la fatiga de combate con la cobardía ante el enemigo. Algunos estudios preliminares se realizaron en aquella época y se denominó síndrome shell-shock; pero no fue hasta avanzada la Segunda Guerra Mundial que especialistas de los países aliados lograron conceptualizar la fatiga de combate como un tipo de trauma psicopatológico manifestado como una neurosis de guerra asociada a la exposición prolongada de muertes masivas, explosiones, tableteos de ametralladoras, en particular a aquellos que predominaban los bombardeos constantes, escenas chocantes, el ruido ambiente propio de una batalla.

## Patología

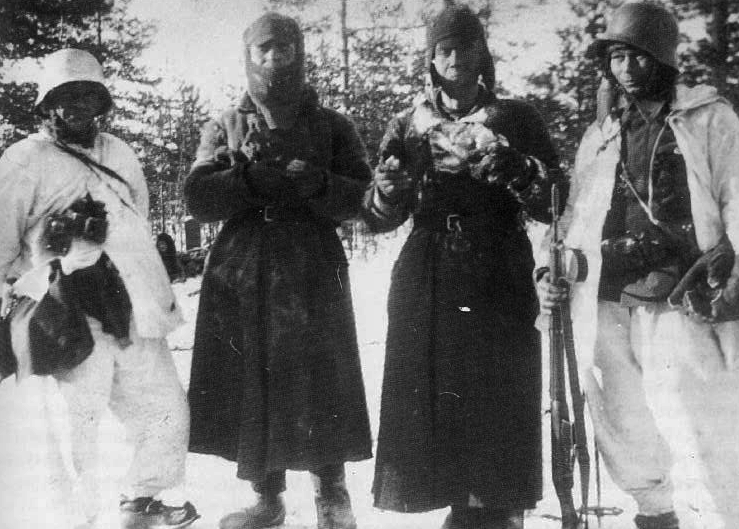
Hiwis en las líneas alemanas durante la Segunda Guerra Mundial

La fatiga de combate se suele desencadenar a partir del estruendo por explosiones, por ruidos del funcionamiento constante de armas, por presenciar la muerte de camaradas en el combate, etc. Esta se manifiesta de diferentes modos, dependiendo del perfil de personalidad del sujeto, puede ser expresado por ataques de histeria, pasividad y mutismo o parálisis de miembros, incapacidad para percibir el entorno o descontrol de emociones reprimidas. 
Los síntomas pueden ser variados: mutismo, mudez, sordera, inestabilidad emocional, apatía, falta de concentración, sudoración fría, trastornos del sueño, convulsiones musculares, desinterés del entorno etc.
Incluso algunos soldados afectados pueden rehusar disparar a matar cuando el enemigo es sentido como similar a sí mismo. La reiteración de órdenes de aniquilación por parte de sus superiores provocan la fatiga de combate. Incontables son los casos en que el soldado afectado se ha vuelto contra sus superiores.
La fatiga de combate supone en el sujeto que la padece, un quiebre del temple emocional en la lucha antagónica entre el instinto de supervivencia y el horror del escenario bélico al que se enfrenta, mientras más peligrosas son las misiones, se establece una mayor predisposición a padecer la neurosis.
Incluso cuando se retira al soldado del escenario bélico transformándose en un veterano de guerra la fatiga de combate reaparece en tiempos de paz ante determinadas situaciones y puede afectar al individuo de por vida. Muchos individuos afectados por fatiga de combate han protagonizado hechos luctuosos.
La cura de la fatiga de combate es compleja, se ha experimentado realizando curas de sueño, drogas ansiolíticas, traslado a lugares tranquilos son algunas de las indicaciones de los psiquiatras.